# Phil Driver
Philip Anthony Driver (sinh ngày 10 tháng 8 năm 1959) ở Huddersfield, Anh, là một cầu thủ bóng đá người Anh đã giải nghệ thi đấu ở vị trí tiền vệ chạy cánh cho Wimbledon và Chelsea ở Football League.